# Commicarpus
Commicarpus je pantropski biljni rod u porodici noćurkovki. Pripada mu tridesetak vrsta, poglavito na jugu Azije, Africi, jugu SAD–a, sjeverozapadu Južne Amerike, sjeveroistoku Australije, a od europskih država u Španjolskoj.

## Etimologija
Ime roda dolazi od grčkog kommi, guma, smola, ljepilo, i carpos, voće, plod, u odnosi na ljepljive-žljezdane plodove koji su spremni za prianjanje na površinu potencijalnog vektora raspršivanja.

## Vrste
1. Commicarpus adenensis A.G.Mill.
2. Commicarpus altus Thulin
3. Commicarpus ambiguus Meikle
4. Commicarpus arabicus Meikle
5. Commicarpus australis Meikle
6. Commicarpus boissieri (Heimerl) Cufod.
7. Commicarpus brandegeei (Standl.) Standl.
8. Commicarpus chinensis (L.) Heimerl
9. Commicarpus coctoris N.A.Harriman
10. Commicarpus decipiens Meikle
11. Commicarpus fallacissimus (Heimerl) Pohnert
12. Commicarpus grandiflorus (A. Rich.) Standl.
13. Commicarpus greenwayi Meikle
14. Commicarpus heimerlii (Vierh.) Meikle
15. Commicarpus helenae (Roem. & Schult.) Meikle
16. Commicarpus hiranensis Thulin
17. Commicarpus insularum Meikle
18. Commicarpus lantsangensis D.Q.Lu
19. Commicarpus leleensis Friis & Sebsebe
20. Commicarpus macrothamnus Friis & O. Weber
21. Commicarpus mistus Thulin
22. Commicarpus montanus Miré, H.Gillet & Quézel
23. Commicarpus ogadenensis Thulin
24. Commicarpus parviflorus Thulin
25. Commicarpus pedunculosus (A.Rich.) Cufod.
26. Commicarpus pentandrus (Burch.) Heimerl
27. Commicarpus pilosus (Heimerl) Meikle
28. Commicarpus plumbagineus (Cav.) Standl.
29. Commicarpus praetermissus N.A.Harriman
30. Commicarpus ramosissimus Thulin
31. Commicarpus raynalii J.-P.Lebrun & Meikle
32. Commicarpus reniformis (Chiov.) Cufod.
33. Commicarpus scandens (L.) Standl.
34. Commicarpus simonyi (Heimerl & Vierh.) Meikle
35. Commicarpus sinuatus Meikle
36. Commicarpus squarrosus Standl.
37. Commicarpus stenocarpus (Chiov.) Cufod.
38. Commicarpus tuberosus (Lam.) Standl.